# 蒙蒂卡斯特卢
蒙蒂卡斯特卢是巴西圣保罗州的一个市镇。总面积233.161平方公里，总人口4014人，人口密度17.2人/平方公里。